# Marika Popowicz-Drapała
Marika Popowicz-Drapała (nacida Marika Popowicz, Gniezno, 28 de abril de 1988) es una deportista polaca que compite en atletismo, especialista en las carreras de relevos.
Ganó tres medallas en el Campeonato Europeo de Atletismo entre los años 2010 y 2022, una medalla de bronce en el Campeonato Europeo de Atletismo en Pista Cubierta de 2023 y una medalla de plata en los Relevos Mundiales 2024.
En los Juegos Europeos de Cracovia 2023 consiguió una medalla de plata en la prueba de 4 × 100 m.

## Palmarés internacional
| Campeonato Europeo                   | Campeonato Europeo   | Campeonato Europeo | Campeonato Europeo |
| Año                                  | Lugar                | Medalla            | Prueba             |
| ------------------------------------ | -------------------- | ------------------ | ------------------ |
| 2010                                 | Barcelona (España)   | Medalla de bronce  | 4 × 100 m          |
| 2012                                 | Helsinki (Finlandia) | Medalla de bronce  | 4 × 100 m          |
| 2022                                 | Múnich (Alemania)    | Medalla de plata   | 4 × 100 m          |
| Campeonato Europeo en Pista Cubierta |                      |                    |                    |
| Año                                  | Lugar                | Medalla            | Prueba             |
| 2023                                 | Estambul (Turquía)   | Medalla de bronce  | 4 × 400 m          |
| Relevos Mundiales                    |                      |                    |                    |
| Año                                  | Lugar                | Medalla            | Prueba             |
| 2024                                 | Nasáu (Bahamas)      | Medalla de plata   | 4 × 400 m          |
| Juegos Europeos                      |                      |                    |                    |
| Año                                  | Lugar                | Medalla            | Prueba             |
| 2023                                 | Chorzów (Polonia)    | Medalla de plata   | 4 × 100 m          |